# Boissy-sous-Saint-Yon
Boissy-sous-Saint-Yon è un comune francese di 3 795 abitanti situato nel dipartimento dell'Essonne nella regione dell'Île-de-France.

## Società

### Evoluzione demografica
Abitanti censiti